# Arctosa kansuensis
Arctosa kansuensis är en spindelart som först beskrevs av Schenkel 1936.  Arctosa kansuensis ingår i släktet Arctosa och familjen vargspindlar. Inga underarter finns listade i Catalogue of Life.